# Chironomus acerbus
Chironomus acerbus är en tvåvingeart som beskrevs av Hirvenoja 1962. Chironomus acerbus ingår i släktet Chironomus och familjen fjädermyggor. Enligt den finländska rödlistan är arten otillräckligt studerad i Finland. Arten har ej påträffats i Sverige. Artens livsmiljö är sjöar. Inga underarter finns listade i Catalogue of Life.